# Priscilla (film)
Priscilla är en amerikansk biografisk musik- och dramafilm från 2023. Filmen är regisserad av Sofia Coppola, som även skrivit manus tillsammans med Sandra Harmon och Priscilla Presley.
Filmen hade världspremiär på Filmfestivalen i Venedig den 4 september 2023. Den hade biopremiär i Sverige den 1 december 2023, utgiven av Nordisk Film.

## Handling
Filmen kretsar kring tonåriga Priscilla Beaulieu som träffar superstjärnan Elvis Presley.

## Rollista (i urval)
- Cailee Spaeny – Priscilla Presley
- Jacob Elordi – Elvis Presley
- Ari Cohen – kapten Beaulieu
- Dagmara Domińczyk – Ann Beaulieu
- Tim Post – Vernon Presley